# ASAP (piosenka StayC)
ASAP – jest piosenką nagraną przez południowokoreańską grupę dziewcząt STAYC na ich drugi singel album Staydom. Piosenka została wydana jako główny singel 8 kwietnia 2021 roku przez High Up Entertainment.

## Kompozycja
„ASAP” to energetyzujący utwór syntezatorowy, który obejmuje chęć do znalezienia swojego idealnego typu (tak szybko, jak to możliwe). Piosenka została napisana i skomponowana przez Black Eyed Pilseung i Jeon Goon, a zaaranżowana przez Rado.

## Historia wydania
24 marca 2021 roku High Up Entertainment ogłosiło, że 8 kwietnia STAYC wyda swój drugi single album zatytułowany Staydom. 25 marca opublikowano harmonogram promocji. 27 marca została wydana lista utworów, które znajdą się na single album, z „ASAP” jako głównym singlem. 2 kwietnia ukazał się zwiastun z kawałkami utworów. 6 kwietnia ukazał się zwiastun wideo przedstawiający część choreografii piosenki „ASAP”. 7 kwietnia ukazał się zwiastun teledysku. Piosenka wraz z teledyskiem została wydana 8 kwietnia. 

## Promocja
Po wydaniu singla grupa wykonała „ASAP” w pięciu programach muzycznych: Music Bank w każdy czwartek od 9 do 30 kwietnia, Inkigayo w każdą niedzielę od 11 kwietnia do 2 maja, The Show 13 i 20 kwietnia, Show! Music Core 17 kwietnia i 1 maja i Show Champion 21 kwietnia.

## Notowania
| Lista                            | Najwyższa pozycja wykres tygodniowy | Przy.  |
| -------------------------------- | ----------------------------------- | ------ |
| Korea Południowa (Gaon)          | 9                                   | [ 23 ] |
| Korea Południowa (K-pop Hot 100) | 9                                   | [ 24 ] |

| Lista                            | Najwyższa pozycja wykres miesięczny | Przy.  |
| -------------------------------- | ----------------------------------- | ------ |
| Korea Południowa (Gaon)          | 8                                   | [ 25 ] |
| Korea Południowa (K-pop Hot 100) | 10                                  | [ 26 ] |

| Lista                   | Najwyższa pozycja na koniec roku 2021 | Przy.  |
| ----------------------- | ------------------------------------- | ------ |
| Korea Południowa (Gaon) | 28                                    | [ 27 ] |
| Lista                   | Najwyższa pozycja na koniec roku 2022 | Przy.  |
| Korea Południowa (Gaon) | 171                                   | [ 28 ] |

## Nagrody
Lista nagród
| Rok  | Ceremonia          | Kategoria            | Przy.  |
| ---- | ------------------ | -------------------- | ------ |
| 2022 | Golden Disc Awards | Digital Song Bonsang | [ 29 ] |